# Kaplica ewangelicka w Żukowie Górnym
Kaplica ewangelicka w Żukowie Górnym – ewangelicka kaplica cmentarna w Czeskim Cieszynie, w kraju morawsko-śląskim w Czechach. Znajduje się w dzielnicy Żuków Górny, na miejscowym cmentarzu luterańskim.

## Historia
Marownia na nowo powstałym cmentarzu ewangelickim w Żukowie Górnym została wybudowana w 1835. Budynek został poświęcony w 1843 przez ks. Andrzeja Źlika z parafii w Cieszynie.
W wieży budowli umieszczono trzy dzwony odlane z mosiądzu. Podczas II wojny światowej uniknęły one zajęcia na cele wojskowo z powodu pomylenia ich z wyrobami żelaznymi.
14 sierpnia 1950 doszło do przyłączenia wiernych z Żukowa Górnego do parafii w Trzanowicach, co poprzedzone zostało ankietą przeprowadzoną wśród mieszkańców miejscowości, w której za przeniesieniem administracji zborem z Cieszyna do Trzanowic zagłosowało 95% osób.
Według statystyki z 1952 wieś zamieszkiwało 294 ewangelików. W tym samym roku przystąpiono do przebudowy marowni na kaplicę, gdzie możliwe było prowadzenie nabożeństw niedzielnych. Wskutek tego budynek uzyskał obecną formę.
W 1960 w tylnej części kaplicy dobudowane zostało pomieszczenie umożliwiające prowadzenie szkółek niedzielnych.
Nabożeństwa w kaplicy odbywają się w jedną niedzielę w miesiącu.